# Barra de desplaçament

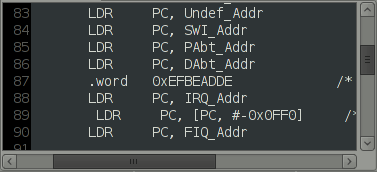
Barres de desplaçament horitzontal i vertical al voltant d'un quadre de text

Una barra de desplaçament (en anglès scrollbar) és un giny en una interfície gràfica d'usuari que permet que el text continu, imatges o qualsevol altre element puguin ser desplaçats verticalment o també horitzontalment, de manera que es puguin veure completament encara que la seva mida total sigui més gran que la disponible a la pantalla de l'ordinador, a la finestra o al viewport. Atès que en un entorn d'escriptori les dimensions horitzontal i vertical convencionals solen ser limitades, hi ha barres de desplaçament tant horitzontals com verticals.
En general, la barra de desplaçament consisteix en una àrea rectangular a un costat o l'altre del panell que té una barra que pot ser arrossegada al llarg d'una cinta per moure el cos del document, i les dues fletxes a cada cantonada per permetre l'ajust més precís de la posició.